# 산조오 마사유키
산조오 마사유키(三條雅幸,さんじょう まさゆき 1982년 4월 6일 ~ 도쿄도 다마시)은 일본의 언론인이며 NHK 소속의 남성 아나운서이다.

## 생애 및 학업
산조오 마사유키(三條雅幸)는 1982년 4월 6일 일본 도쿄도 다마시에서 태어났다. 그는 요코하마시 고호쿠구에 있는 게이오기주쿠 고등학교를 졸업하고 도쿄도 게이오기주쿠 대학 경제학부를 졸업했다.

## 입사
그는 2005년에 NHK에 입사하고 첫 발령지는 NHK 나고야 방송국에서 아나운서 생활을 시작했다. 그러다가 NHK 도야마 방송국으로 옮기자 마자 2011년 동일본 대지진이 일어나면서 잠시 NHK 모리오카 방송국에 파견근무해 재해 정보를 중심으로 로컬 뉴스를 담당했었다. 그 후 NHK 오카야마 방송국으로 자리를 옮겼고 2012년 4월 2일부터 2015년 3월 13일까지 3년동안 NHK 오카야마 방송국에서 제작한 모기타테를 진행했었다. 그러다가 2015년 3월 16일부로 도쿄도 NHK 방송 센터로 옮기면서 현재 활동하고 있다.